# Pervigilium Veneris

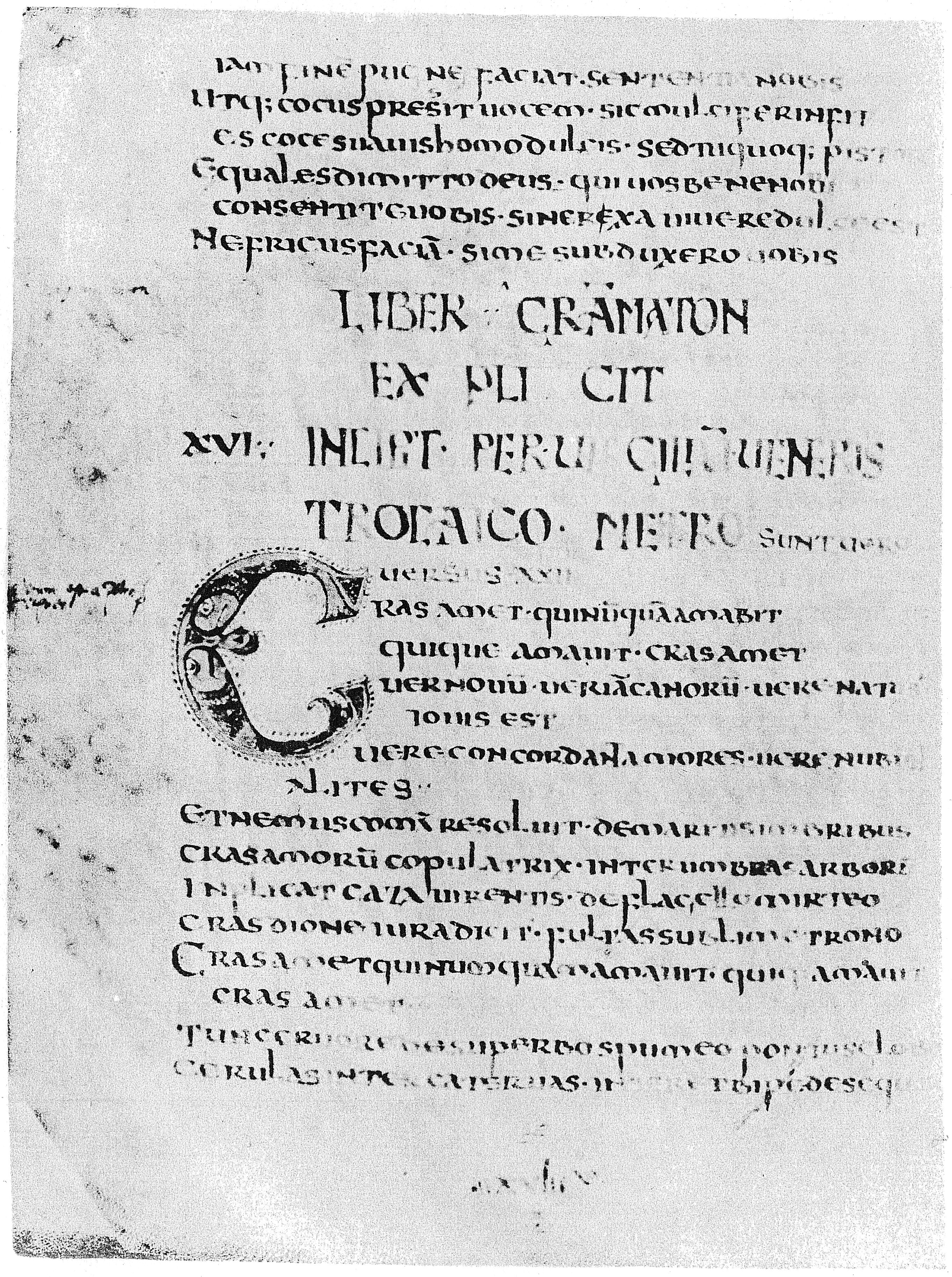
Fragment tekstu, Codex Salmasianus

Pervigilium Veneris (pol. Nocne czuwanie) – łaciński poemat nieznanego autora datowany na II-III wiek. Odnaleziony został w XVI wieku.

## Opis
Utwór jest wezwaniem do święcenia kwietniowych obchodów na cześć bogini Wenus – święta miłości oraz budzącej się przyrody w kwietniu – miesiącu urodzin bogini. Możliwe, że wiosenne święto stało się impulsem dla autora do napisania poematu. Liczy on 93 wersy i jest skomponowany w trocheicznym katalektycznym tetrametrze, często stosowanym dla pieśni ludowych. Nieznany autor był przedstawicielem szkoły poetae novelli, do której należeli lirycy przedstawiający w swojej twórczości koloryt ludowy wsi rzymskiej, jej obrzędowość oraz język. Widoczne w Pervigilium Veneris wpływy Wergiliusza oraz Owidiusza świadczą, że autor musiał być oczytany w literaturze rzymskiej i greckiej.